# Milič Blahout
Milič Blahout (ur. 20 maja 1930 w Mladej Boleslavi, zm. 17 listopada 1978 w Tatrach) – czeski taternik, przewodnik tatrzański I klasy i ratownik górski.
Milič Blahout prowadził bardzo ożywioną działalność pisarską na tematy tatrzańskie, pisał najczęściej o ich faunie – jej ekologii i ochronie. Jego artykuły publikowane były w szeregu czasopism turystycznych. W początkowych latach swojego pisarstwa, gdy pracował w Podbańskiej, zajmował się sprawami lawin śnieżnych. Owocem tej pracy było kilka artykułów opublikowanych w czasopismach TANAP-u. W kolejnych latach swojej działalności zajmował się przede wszystkim fauną Tatr – spod jego pióra wyszło kilkanaście artykułów na temat ptaków (m.in. orłów), kozic, niedźwiedzi i świstaków. Swoje artykuły przyozdabiał własnoręcznie zrobionymi zdjęciami, najczęściej fotografował tatrzańskie kozice. Pisywał również na tematy typowo taternickie m.in. artykuł o południowo-wschodniej ścianie Kołowego Szczytu. Blahout, wraz z P. Repką, był współautorem albumu Tatry, który wydany został już po jego śmierci, w 1980 roku.
Milič Blahout zginął 17 listopada 1978 roku w wypadku samochodowym, który miał miejsce w dolnych partiach Doliny Kieżmarskiej.